# Riot
«Riot» (англ. Бунт) — четвертий та фінальний сингл другого студійного альбому канадського рок-гурту Three Days Grace — «One-X». В США пісня вийшла 6 листопада 2007.

## Список пісень
| #  | Назва  | Тривалість |
| -- | ------ | ---------- |
| 1. | «Riot» | 3:27       |

## Чарти
| Чарт (2007)                               | Місце |
| ----------------------------------------- | ----- |
| U.S. Billboard Modern Rock Tracks         | 21    |
| U.S. Billboard Hot Mainstream Rock Tracks | 12    |
| Canada (Canadian Hot 100)                 | 65    |
| Canada (Canada Rock)                      | 15    |

## Продажі
| Регіон     | Сертифікація (таблиця продажів та сертифікатів) |
| ---------- | ----------------------------------------------- |
| США (RIAA) | Платина (+1,000 000 копій)                      |